# Kościół św. Marcina w Śnieciskach
Kościół św. Marcina w Śnieciskach – rzymskokatolicki kościół znajdujący się w Śnieciskach, w gminie Zaniemyśl, przy ul. Kościelnej 13. Pełni funkcję kościoła parafialnego dla wspólnoty parafialnej pod tym samym wezwaniem. 

## Historia budowy
Pierwszy kościół w Śnieciskach został zbudowany w XII lub XIII wieku, w czasie, kiedy Kapituła Gnieźnieńska fundowała parafię pw. św. Marcina. Pierwsza wzmianka o kościele pochodzi z 1416. Obecna świątynia powstała w 1767 roku. Proboszczem parafii był wówczas ks. Franciszek Brzeziński. Świątynia została poświęcona w 1793 roku przez bp. Franciszka Rydzyńskiego. Budowniczym kościoła był mistrz ciesielski Jan Ślumski. W 1855 przy kościele wzniesiono drewnianą dzwonnicę. Kościół był utrzymywany przez miejscowych mieszkańców oraz w 2/3 przez właścicieli majątku Śnieciska. W 1932 budynek został wpisany do rejestru zabytków ówczesnego województwa poznańskiego.